# Barbara Dolniak
Barbara Dolniak z domu Przyłucka (ur. 12 września 1960 w Bytomiu) – polska prawniczka, sędzia, posłanka na Sejm VIII, IX i X kadencji (od 2015), wicemarszałek Sejmu VIII kadencji (2015–2019).

## Życiorys
Ukończyła studia prawnicze na Wydziale Prawa i Administracji Uniwersytetu Śląskiego w Katowicach. Ukończyła studia podyplomowe z zakresu prawa Unii Europejskiej również na tej samej uczelni, z zakresu prawa cywilnego w Instytucie Nauk Prawnych PAN oraz z zakresu public relations w Wyższej Szkole Informatyki i Zarządzania im. Prof. Tadeusza Kotarbińskiego w Olsztynie. Zawodowo związana z sądownictwem, jako sędzia orzekała w Sądzie Rejonowym Katowice-Wschód w Katowicach, zajmując się rozpoznawaniem spraw z zakresu prawa cywilnego.
W 2011 ubiegała się o wybór na senatora w okręgu dąbrowskim jako kandydatka niezależna – zdobyła 34 890 głosów (22,36%), przegrywając ze Zbigniewem Meresem. W wyborach parlamentarnych w 2015 kandydowała do Sejmu w okręgu sosnowieckim z pierwszego miejsca na liście Nowoczesnej Ryszarda Petru. Uzyskała mandat posłanki VIII kadencji, otrzymując 15 752 głosy. Na pierwszym posiedzeniu Sejmu VIII kadencji, 12 listopada 2015, została wybrana na wicemarszałka Sejmu.
W wyborach w 2019 i 2023 z powodzeniem ubiegała się o poselską reelekcję z ramienia Koalicji Obywatelskiej, otrzymując odpowiednio 39 656 głosów oraz 37 470 głosów. W Sejmie X kadencji objęła funkcję przewodniczącej Komisji Nadzwyczajnej do spraw zmian w kodyfikacjach, zasiadła też w Komisji Ustawodawczej oraz Komisji Sprawiedliwości i Praw Człowieka.

## Życie prywatne
Jest wdową po Grzegorzu Dolniaku, który zginął w 2010 w katastrofie polskiego samolotu Tu-154 w Smoleńsku. Ma córkę Patrycję, doktora nauk prawnych. Po śmierci męża wraz z nią zainicjowała powołanie Fundacji im. Grzegorza Dolniaka „Sportowa Szansa”. Mieszka w Będzinie.

## Wyniki w wyborach ogólnopolskich
| Wybory | Komitet wyborczy | Komitet wyborczy     | Organ               | Okręg | Wynik           |
| ------ | ---------------- | -------------------- | ------------------- | ----- | --------------- |
| 2011   |                  | KWW Barbary Dolniak  | Senat VIII kadencji | nr 76 | 34 890 (22,36%) |
| 2015   |                  | Nowoczesna           | Sejm VIII kadencji  | nr 32 | 15 752 (5,53%)  |
| 2019   |                  | Koalicja Obywatelska | Sejm IX kadencji    | nr 32 | 39 656 (11,82%) |
| 2023   | Sejm X kadencji  | Koalicja Obywatelska | 37 470 (9,91%)      | nr 32 |                 |